# Hurlingham
Hurlingham é uma cidade da Argentina, localizada na província de Buenos Aires, situada na área metropolitana de Grande Buenos Aires.